# Акира Куросава
Акира Куросава (на японски: 黒澤明, по Система на Хепбърн: Kurosawa Akira) е японски кинорежисьор, продуцент, сценарист и монтажист, роден на 23 март 1910 г. в Токио и починал на 6 септември 1998 г. в същия град.
Куросава е най-известният японски кинематографист и един от най-влиятелните режисьори в света на киното. Чрез филма си от 1950 г. Рашомон той отваря вратите на японското кино, дотогава неизвестно на широката публика, към световната общественост. Творбите на Куросава са силно повлияни от западното кино и европейската литература, смесвайки успешно чуждите влияния на твореца с традиционната японска култура.
Завършва университета в Киото и Художествената академия в Токио. Куросава опитва да се занимава с приложно изкуство, но изоставя рисуването заради киното. Влиза във филмовата компания ФЛХ (бъдещите Тохо) през 1936 г., където става асистент-режисьор на Каджиро Ямамото. По-късно Ямамото, когото Куросава счита за свой ментор, го въвежда в писането на сценарии.
От 1943 г. кинодеецът започва самостоятелна режисьорска кариера с дебютния си филм Санширо Сугата. Следващите години Куросава се нарежда сред най-надеждните творци от по-младото поколение японски кинорежисьори. Младият кинотворец обрисува следвоенния период в Япония: разрухата, борбата между доброто и злото, отчаянието и надеждата.
През 1950 г. той прави Рашомон, който печели наградите Златен лъв и Оскар, и прави режисьора световноизвестен. Следващите ленти на Куросава: Да се живее, Седемте самураи и Телохранител утвърждават световната му слава и го превръщат в един от най-влиятелните кинотворци за новото поколение американски кинематографисти.
След неуспешен опит за кариера в САЩ и провала на филма Додескаден, Куросава изпада в затруднения. Прави завръщане с лентите: Дерсу Узала, Кагемуша и Размирие. През 1989 г. получава награда Оскар за цялостен принос. Последният му период се характеризира с интензивна помощ от американски режисьори като Стивън Спилбърг, Джордж Лукас и Франсис Форд Копола, признали огромното си влияние от японския кинодеец.
В своята продължала половин век кариера, Куросава режисира около 30 филма. Творчеството му може да се раздели на два големи цикъла: филми развиващи се във феодалния период на Япония (Рашомон, Седемте самурая, Кегемуша и Размирие) и филми на съвременни социални теми (Пияният ангел, Да се живее). Режисьорът отделя голямо внимание и на екранизациите по класически театрални постановки и литературни произведения: Идиот по едноименната творба на Достоевски, На дъното по пиесата на Максим Горки, Замъкът на паяците по Макбет на Уилям Шекспир и Червената брада по Шугоро Ямамото. Куросава често работи с отбран актьорски състав. Най-известните лица от неговите филми са актьорите Тоширо Мифуне и Такаши Шимура.
Отличителна черта на творбите на Куросава е дълбокият хуманизъм, философското осмисляне на сюжета и съчувствието към онеправданите, отритнатите и слабите. Режисьорът използва оригинални изразни средства за да предаде една киноистория, като обръща внимание и на най-малкия детайл, било от поведението на хората или в природата.

## Биография

### Детство и основно образование
Акира Куросава е роден на 23 март 1910 година в Токио, Япония, епохата Мейджи, като последното осмо дете на Исаму и Шима Куросава. По време на неговото раждане майка му е на 40 години, а баща му – на 45. В семейството има трима по-големи братя и четири по-големи сестри (Шигейо, Харуйо, Танейо и Момойо). Единият от братята умира още преди раждането на Курасава, друг, вече възрастен, е напуснал дома, а една от сестрите е омъжена.
Бащата на Куросава Исаму произхожда от самурайси род и е възпитан в закона на японските войни. Самия той има строго отношение към семейството и следи за стриктното изпълнение на всяка традиция. Исаму изгражда военна кариера и след уволнението си започва да работи като преподавател в едно спортно училище. Той допринася за развитието на национални спортове като джудо и кендо, също и за популяризирането в страната на някои западни спортни игри като бейзбола. Инициатор е и за построяването на първия плувен басейн в Япония. Исаму е поддръжник на западното влияние и смята, че киното, което по това време навлиза в Япония, има добра познавателна стойност. Малкият Куросава често посещава киносалоните и театрите, но тогава не проявява интерес към седмото изкуство.
Детството на бъдещия режисьор преминава във времето на епохата Тайшо. Първоначално семейството живее в квартала „Омори“, и Куросава започва да посещава тамошната детска градина към основното училище „Моримура“, а след това и самото училище. В този период детето се чувства потиснато от училищната система, понеже трудно разбира уроците. След втората година семейството се мести в района „Коишикава“, а Куросава постъпва в основното училище „Курода“, по средата на годината. Новото училище му се струва по-добре, най-вече защото в по-горните отделения е брат му Хеиго – тогава кумир на малкото момче, въпреки че се държи грубо с малкия Акира.
В „Курода“ Куросава е окуражен да започне да рисува от учителя Сейджи Тачикава, който предлага различен метод на обучение. Сближава се с един от своите съученици, с когото по-късно ще работят заедно в киното – Кеино̀ске Уѐкуса. Извън училище Куросава посещава уроци по калиграфия, обучава се в бойното изкуство кендо, а след тях, по настояване на баща си, се отбива в храма „Хачиман“ (шинтоиска храм). Въпреки приятелите, добрите преподаватели и извънкласните занимания ученикът остава със слаб успех, съпоставен с този на отличника Хеиго. Големият брат обаче пропада на изпитите за престижното Първо държавно средно училище. Семейството преживява трудно провала, най-вече самия Хеиго. Оттогава той губи интерес към ученето. Фамилията е споходена и от друга трагедия – неочакваната смърт на най-малката сестра, с която Куросава си играе често (умира когато Куросава е на 10 г.)

### Средно образование
Бъдещият режисьор пропада на изпитите за „Четвърто префектурално средно училище“ и постъпва в средното училище „Кеика“. Там се сприятелява с един ученик, носещ също името Акира Куросава. В средното училище Куросава започва да прекарва повече време с книгите. Увлича се по ранното реалистично направление в японската литература и някои руски писатели.
На 1 септември 1923 г., след първия учебен ден и посещение в книжарницата, Куросава преживява Голямото земетресение в Канто, което разрушава почти целия Токио и оставя след себе си 100 хиляди убити. По-късно Хейго и Акира правят обиколка из града. Когато Акира се опитва да не гледа разхвърляните трупове на хора и животни, брат му го кара да отправи поглед точно към страшната гладка. По-късно Куросава твърди, че това преживяване го е научило да гледа към плашещите неща, за да прекърши способността им да предизвикват страх.
Училището „Кеике“ е разрушено и учениците се налага да провеждат занятията си в други учебни сгради. През този период Куросава се среща с учители, които подкрепят индивидуалното му развитие и будят интерес към учебната програма. Бъдещият режисьор обаче остава с негативно мнение към учебната система и дори влошава поведението си. Между него и един капитан от армията, който идва да преподава задължителните часове по военно обучение, избухва конфликт. Капитанът назначава Куросава за командващ на взвод от ученици, с което момчето се справя трудно.
През този период семейството на Куросава претърпява финансови затруднения и се налага да се местят от квартал в квартал, от по-скромна към по-скромна къща. Бъдещият режисьор обаче определя това време като радостно за него. Момчето остава вън от събития като Първата световна война, Руската революция и сътресенията в японското общество. Прекарва юношеството си в рисуване и след завършването на средното си образование мечтае да стане художник. Любими му художници са Сезан и Ван Гог.

### Кариера като художник
1927 г. Куросава завършва средното си образование. Явява се на приемните изпити за Художествената академия, но е скъсан. По-късно е допуснат да участва в изложбата на салона „Никатен“. Материалите за рисуване обаче са скъпи и Куросава няма възможност да развива кариерата си на художник. Вместо това прекарва времето си в четена на книги, ходене на театър и слушане на музика. Сред хобитата му особено внимание е отделено на киното. В избора си за филми Куросава се влияе от брат си Хеиго, който тогава живее самостоятелно и се мести от пансион на пансион. Подобно на Акира той също прекарва времето си в четене, предимно на руска литература, също така пише брошури с филмови програми. По-късно Хеиго започва работа като сецумейша, тълкувател на неми филми.
На 19-годишна възраст Куросава влиза в Съюза на пролетарските художници. Увлечението му трае няколко години. Някои от неговите картини и плаката и са приети на в Центъра на пролетарското изкуство. Въпреки че не е комунист, Куросава се включва в нелегалната политическа дейност на движението, за което е преследван няколко пъти от властите. Налага му се да мени много пъти външния си вид и да променя местожителството си. Получава задача да работи като помощник-редактор в един пролетарски вестник. Парите, които получава, Куросава от редакцията са малко и живее в крайна бедност. През пролетта на 1932 г. напуска движението.
Бъдещият режисьор се премества при Хеиго, който живее в малък апартамент в квартала Ушигоме, заедно с годеницата си. Куросава прекарва там около месец, а после наема стая наблизо. Повечето свободно време споделя с брат си. Хеиго го запознава с някои колеги от киносредите и след време Куросава започва още по-редовно да посещава кината в квартала. По това време се появява говорещото кино, което набързо измества немите филми. Професията „сецумейша“ става ненужна и управите на кинотеатрите уволнява всички тълкуватели, включително и Хеиго, тогава главен тълкувател в първокласното кино „Тиакацукан“. След уволнението си, той става ръководител на стачния комитет против въвеждането на звуковия филм.
За да не е в тежест на брат си, Куросава се завръща при родителите си. Там възвръща интереса си към живописта. Семейството научава тревожната новина, че Хеиго се е опитал да се самоубие, след провала на стачките. Няколко месеца по-късно той се самоубива на 27 години, в един хотел на курорта Идзу. Скоро и най-възрастният син на семейството също умира. На 23-годишна възраст Акира Куросава остава единствения жив син на родителите си.
Цели три години бъдещият режисьор се лута безцелно, огорчен от смъртта на своя кумир. Все повече губи надежда в художествените си способности. За да си набавя материали, от време на време рисува илюстрации или комикси. Чувствайки се като тежест за семейството си, Куросава почва да търси нова работа.

### Асистент-режисьор и сценарист
Праз 1936 г. Куросава вижда обява във вестника за набиране на асистент-режисьори в японската филмова компания „Фотохимическа лаборатория“ (ФХЛ). Изпраща нужните документи и писмена работа, с която се кандидатства, но прави всичко на шега. След няколко месеца получава съобщение, че е допуснат до втори тур на изпитите, провеждащ се в самата сграда на ФХЛ. Заедно с още стотици кандидати, Куросава сяда за първи път да пише сценарий – първата задача от изпита. Втората е устен изпит, за който бъдещия режисьор чака доста време. Привечер е приет в изпитната стая, където за първи път среща своя най-добър учител по кинорежисура Каджиро Ямамото. Разговора с комисията е дълъг, но приятен за кандидата.
След около месец Куросава е допуснат до последния тур на изпита – събеседване с директора на компанията и изпълнителния директор. Въпреки че не се представя убедително пред директорите, бъдещия режисьор получава, след месец, известие, че е приет в компанията. В началото Куросава трудно свиква с новата длъжност и е почти готов да се откаже. Работи като трети асистент-режисьор при режисьора Шигео Ягура (участва в снимането на Девича градина). Премества се в екипа на Ямамото, където работата става по-приятна за начинаещия киноматографист. Там отново е трети асистент-режисьор и участва във филмите Енокен милионер. В същата длъжност работи и в лентата на Шу Фушимидзо Токийска рапсодия.
Следващата година Куросава се издига от трети и втори асистент-режисьор до главен такъв. През този период участва в екипа на филмите: Легенда за разбойниците от смутните времена (реж. Еиске Такидзава), Съпружеска добродетел, Йомихон за японската жена, Кинта Чаккири (трите – реж. Каджиро Ямамото) и Лавината (реж. Микио Нарусе). Главен асистент-режисьор в лентата на Ямамото Великолепният сокол. Филмопроизводството е трудна работа и често бъдещият режисьор дава и сетните си сили един филм да се получи добър. Каджиро Ямамото, наричан от Куросава Яма-сан, става негов ментор през тези тежки дни.
В същата година, 1937, на 10 септември е основана филмовата компания „Тохо“, която се слива с ФХЛ, филморазпространителската фирма „Тохо“ и още две по-малки компании.
1938 г. Куросава предимно работи с Ямамото и заема длъжността главен асистент-режисьор в лентите на своя ментор: Любовта на Таджуро, Съчинение в клас и Необикновеният живот на Енокен, като и в един филм на Такидзава Топлината на земните недра. Ямамото започва да възлага писането на сценарии на своя асистент. Първия сценарий, който Куросава пише, под ръководството на Яма-сан, е по романа на Сеикичи Фуджимори Джуродзаемон Мидзуно. Бъдещият режисьор започва в свободното си време да пише сценарии и за кратко време написва няколко. Ямамото научава своя асистент на монтажна работа, как да ръководи актьорския състав и наслагване на звука в лентата.
През следващите години Куросава участва във филмите Трудни времена на Енокен, Съкровищница на верността, Безгрижната уличка, Сватбено пътешествие, Енокен – остриганият Кинта и Сонгоко – всички под режисурата на Каджиро Ямамото. След завършването на Жребчето – отново лента на Ямамото, – в която Куросава ръководи групата за допълнителни снимки, той е освободен от задълженията си на асистент-режисьор. Започва да отделя повече внимание на писането на сценарии, като от време на време помага на Яма-сан. С два сценария участва в конкурс организиран от Министерството на информацията – Тишина печели втора награда, а Сняг – първа. Спечелените пари изпива с приятели. По това време започва често да пие – редува писането с пиенето.

### Кариера като режисьор

#### По време на Втората световна война
През 1942 г. Куросава получава предложение да режисира един от своите сценарии „Немецът от храма Дорумадера“. Продукцията обаче е закрита, след въведеното военновременно ограничение върху филморазпространението. Започва борба между бъдещия режисьор и Управлението на цензура в Министерството на вътрешните работи. По време на войната свободата на словото е ограничена и два сценария на Куросава са „погребани“, а един отказан заради статута му на „новак“ в режисирането. Отчаян от забраните, бъдещият кинорежисьор почва да пише сценарии само заради парите и пиенето. Двата негови сценария „Духът на младостта“ и „Триумфът на крилете“ са направени в съгласие с времето.
Един ден Куросава прочита във вестника обява за излизането на предстоящата повест „Санширо Сугата“ на автора Цунео Томита. Историята за млад майстор по джудо в края на XIX век, заинтригува младия сценарист и той моли Нобуйоши Морита – тогавашния ръководител на плановия отдел на „Тохо“ да купят правата за екранизирането. За новата повест обаче се борят още филмовите компании „Даиен“ и „Шочику“. По настояване на съпругата си, която е впечатлена от Куросава, Томита продава правата на „Тохо“. Бъдещият режисьор пише сценария по книгата набързо и го праща на Каджиро Ямамото, който го одобрява.
Филмът Санширо Сугата (姿三四郎 – Sugata Sanshirō) излиза на екрана през 1943 г. и отзивите на критиката са добри. По това време съществува „режисьорски изпит“, който задължава всеки дебютант-режисьор да се яви на изпит, заедно с първия си филм, в Министерството на вътрешните работи. Цензорите определят лентата като дълбоко повлияна от англо-американския дух и широко комерсиализирана, но дават добра оценка, за изненада на младия режисьор.
Изгряващият кинорежисьор е поканен от Управлението за информация на Военноморското министерство да направи филм за изтребителите „Дзоро“. Япония обаче по това време започва да губи войната и проекта пропада. Куросава се заема с втората си лента Най-красивите (一番美しく – Ichiban utsukushiku) – полудокументална драма за група девойки от установените във военно време трудови отреди в страната. По време на снимките режисьорът е стриктен и строг към актьорския екип, стараещ се да предаде достоверно обстановката във военна Япония. Куросава определя кинопродукта като изпитание за всички участвали в него. След снимките повечето актриси от филма се отказват от актьорската кариера.
Следващата година „Тохо“ иска от Куросава да заснеме продължение на Санширо Сугата. Режисьорът не одобрява проекта и с голямо усилие се връща към темата за майстора на джудо. Санширо Сугата II (續姿三四郎 – Zoku Sugata Sanshirō)няма успеха на своя предшественик. Същият месец, когато излиза филма, Куросава сключва брак с актрисата Йоко Ягучи (истинското ѝ име е Кийо Като). Церемонията минава бързо в храма Мейджи, който на другия ден изгаря под ударите на американските бомбардировачи. Родителите на Куросава не присъстват на венчавката, по нейно време те са евакуирани в Акита.
Началото на семейния живот за младоженците е съпътстван от парични затруднения. Ягучи се отказва от актьорската професия, а младият режисьор, получил малко пари от трите си филма, се залавя да пише три сценария едновременно, които с мъка довършва. В същото време бомбардировките на Токио продължават и няколко пъти семейството се мести.
Войната се отразява и върху бъдещия продукт на Куросава. Той започва подготвянето на снимките по сценария си „С копията напред“, но проекта има затруднения с баталните сцени – в страната няма достатъчно коне. Мъжете, които настъпват опашката на тигъра (虎の尾を踏む男達 – Tora no o wo fumu otokotachi) замества неосъщественият филм. Куросава подготвя лентата бързо, следвайки изцяло пиесата на Кабуки „Списъкът с храмови дарения“. Докато продуктът е в подготвителен период, Япония капитулира и страната е окупирана от американски войски. Окупаторите предприемат мерки за отстраняване на милитаризма в държавата, което включва ликвидиране на Управлението на цензорите. Въпреки това, след завършването на Опашката на тигъра, Куросава се явява пред същата комисията от цензори, понеже те имат възражения към лентата. Между него и комисията избухва конфликт и Генералният щаб на американските окупационни войски забранява лентата. След три години забраната се отменя, но филмът е пуснат чак през 1952 г. по екраните.

#### Творчество след войната
Заглавието на първия филм, направен от Куросава, след войната, е Без съжаления за младостта ни (わが青春に悔なし – Waga seishun ni kuinashi). Лентата е създадена в периода между двете стачки на компания „Тохо“ (февруари – октомври 1946 г.) Сценарият, дело на Еиджиро Хисаита и Куросава, претърпява изменения, спуснати от Сценарната комисия, против волята на автора. Крайният резултата, от който японският режисьор не е доволен, американските цензори приемат добре.
Преди това Куросава участва, заедно с Канджиро Ямамото и Хидео Секигава, в общата режисура на филма Строители на утрешния ден (明日を作る人々 – Asu o tsukuru hitobito). Режисьорът не е доволен от финалната продукция и настоява да не бъде включен в творческия колектив на лентата.
В следващата година компания „Тохо“, изгубила всички звезди след втората стачка, възприема различна система на работата. Приета е програма, в която Куросава е зает с три проекта: сценарии за филма на Сенкичи Танигучи „Отвъд сребристите планини“ и една от новелите на филма „Четири разказа за любовта“, както и за следващия си самостоятелен филм Една прекрасна неделя (素晴らしき日曜日 – Subarashiki Nichiyōbi).
За по-малко от месец Куросава свършва с двата първи сценария. За сценария на Една прекрасна неделя работи заедно с приятеля си от детство Кеиноске Уекуса. Двамата се срещат, след близо петнадесетгодишно прекъсване, на снимачната площадка на „Любовта на Тоджуро“. Уекуса води скиталчески живот, често сменяйки работното си място, понякога захващайки се като статист в киното. За работата със своя стар приятел обаче се държи отговорно и сериозно. Куросава споделя, че тандема с него не е срещнал почти никакви противоречия, освен основните – че японския режисьор е реалист, склонен да експериментира, а Уекуса – неподправен романтик. След няколко дни от премиерата, двамата се срещат със стария си учител от основното училище – Сейджи Тачикава.
Следващият сценарий на Куросава Пияният ангел (素晴らしき日曜日 – Yoidore tenshi) също е написан в тандем с Уекуса. В началото двамата имат трудности около изграждането на персонажите. Те се насочват върху темата за престъпната организация якудза, която процъфтява след края на войната. Главни персонажи на историята са: влиятелен член на тази мафия и лекар, практикуващ в района на черноборсаджиите, който има проблеми с алкохола. Докторът се опитва да помогне на младия и буен якудза, болен от туберкулоза. След завършека на сценария за Пияният ангел, Куросава и Уекуса се разделят. Японският режисьор не одобрява връзката на своя приятел с престъпната организация.
Пияният ангел е лентата, която бележи началото на сътрудничеството между Куросава и японския актьор Тоширо Мифуне. Той е забелязан от режисьора на едно прослушване за актьори от през 1946 г. След приемането му в „Тохо“, Мифуне участва в два филма, в единия от които, По тази страна на сребърния хребет (銀嶺の果て) по сценарий на Куросава, играе извършител на банков обир. След тази лента Куросава му поверява ролята на младия якудза в Пияният ангел.
Филмът дава и още едно сътрудничество: това на японския режисьор и композитора Фумио Хаясаки, който прави музиката на всички киноленти на Куросава до смъртта си.
По време на снимките на Пияният ангел умира Исаму Куросава. Режисьорът няма време да посети погребението на баща си. Едва след премиерата през април 1948 г., Куросава отива на помен в Акита, но се връща бързо заради поредната, трета, стачка в „Тохо“. Компанията този път уволнява всички членове с леви убеждения, работещи в студиото. Стачката продължава 192 дни, в които се води борба между „Тохо“ и нейния конкурент „Шинтохо“.
Малко преди започването на стачката е създадена организацията „Асоциация за киноизкуството“, в която влизат Каджиро Ямамото, Микио Нарусе, Сенкичи Танигучи, Акира Куросава и продуцента Соджиро Мотоки. След напускането на „Тохо“, Куросава прави филма Мълчаливият двубой (静かなる決闘 – Shizukanaru Kettō) за компанията „Даиеи“. Сценарият е дело на него и Танигучи, а в лентата участват редица актьори, познати и от Пияният ангел, сред които Мифуне и Шимура. Двамата се превъплъщават в ролята на хирурзи – син, заразен от сифилис, и неговия баща. Куросава определя продукта като неразбран от публиката, понеже самия той не е бил наясно с проблема, който засяга.
Още една лента на японския кинотворец излиза през същата година – Бездомното куче (野良犬 – Nora Inu). Творбата е повлияна от детективския роман на Жорж Сименон и режисьорът се опитва да я направи максимално разбираема за зрителя, за разлика от предишното си произведение. За целта Куросава първо създава криминална новела, по която след това пише сценария за филма.
Бездомното куче е съвместна продукция на „Асоциация за киноизкуството“ и компанията „Шинтохо“. В лентата за трети път двете главни роли са поверени на Мифуне и Шимура – този път партньори разследващи полицаи.
Следващият продукт на режисьора също е с участието на двамата актьори. Този път Куросава избира за център на своята творба наболял проблем в японското общество, след загубата от войната – прекалената свобода на словото. Строгият автор остро критикува жълтата преса във филма си Скандал (醜聞 – Sukyandaru) от 1950 г. Той споделя, че лентата не е постигнала целта си и смята произведението си за прекалено неубедително.

#### Международна известност
Международната известност идва за Корусава през 1950 година, когато на големия екран се появява филмът му „Рашомон“, носител на „Златен лъв“ от Кинофестивала във Венеция и номиниран за „Оскар“ в категорията „Най-добър художник на черно-бял филм“. Филмът „Седемте самураи“ от 1954 година окончателно утвърждава японския режисьор като явление в киното и доказва умението му да съчетава елитарното и популярното изкуство. Характерно за творчеството му е връзката, която успява да осъществи между самобитната японска и европейската култура. За своите филми Куросава ползва произведения на Фьодор Достоевски („Идиот“, 1951 г.), Уилям Шекспир („Трон в кръв“, 1957 г., и „Ран“, 1985 г.), Дашиъл Хамет („Телохранител“, 1961 г.), Владимир Арсениев („Дерсу Узала“, 1975 г.).
От друга страна самият Акира Куросава оказва сериозно влияние върху развитието на световното кино. Повлияни от неговото творчество са Серджо Леоне, Мартин Скорсезе, Джордж Лукас, Стивън Спилбърг. По филмите му „Рашомон“ и „Седемте Самураи“ се правят римейкове.

#### Последни години
Въпреки популярността си на запад, в самата Япония Куросава остава недооценен. В периода на 70-те години режисьорът страда от финансови затруднения. След финансовия провал на „Додескаден“ (1970 г.) прави опит за самоубийство. През 1975 г. Акира Куросава се завръща в киното с руско-японската продукция „Дерсу Узала“. Филмът печели „Оскар“ в категорията „Най-добри костюми“.
Филмите му от 80-те години „Кагемуша“ (1980 г.) и „Ран“ (1985 г.) са ефектни исторически епоси. Последните два филма на Куросава, „Августовска рапсодия“ (1991 г.) и „Още не“ (1993 г.), са с личен, некомерсиален характер. През 1990 година режисьорът получава „Оскар“ за цялостен принос в киноизкуството а през 1994 година Премията Киото.
Публикува мемоарите си през 1982 година под заглавието „Нещо като автобиография или потта на жабата“, преведена е на български език.
Акира Куросава умира на 6 септември 1998 година в Токио.

## Личен живот
Куросава има две деца от Йоко Ягучи – синът им Хисао е продуцент и работи с баща си върху някои от последните му филми, а дъщеря им Кадзуко е дизайнер на сценични костюми.

## Филмография
| година | име на български                           | име на английски                      | име на японски     | транскрипция                 | бележки     |
| ------ | ------------------------------------------ | ------------------------------------- | ------------------ | ---------------------------- | ----------- |
| 1943   | Санширо Сугата                             | Sanshiro Sugata                       | 姿三四郎           | Sugata Sanshirō              |             |
| 1944   | Най-красивите                              | The Most Beautiful                    | 一番美しく         | Ichiban utsukushiku          |             |
| 1945   | Санширо Сугата II                          | Sanshiro Sugata II                    | 續姿三四郎         | Zoku Sugata Sanshirô         |             |
| 1945   | Мъжете, които настъпват опашката на тигъра | The Men Who Tread On the Tiger's Tail | 虎の尾を踏む男達   | Tora no o wo fumu otokotachi |             |
| 1945   | Строители на утрешния ден                  | Those Who Make Tomorrow               | 明日を作る人々     | Asu o tsukuru hitobito       | ко-режисьор |
| 1946   | Без съжаления за младостта ни              | No Regrets for Our Youth              | わが青春に悔なし   | Waga seishun ni kuinashi     |             |
| 1947   | Една прекрасна неделя                      | One Wonderful Sunday                  | 素晴らしき日曜日   | Subarashiki nichiyōbi        |             |
| 1948   | Пияният ангел                              | Drunken Angel                         | 醉いどれ天使       | Yoidore tenshi               |             |
| 1949   | Мълчаливият двубой                         | The Quiet Duel                        | 静かなる決闘       | Shizukanaru ketto            |             |
| 1949   | Бездомното куче                            | Stray Dog                             | 野良犬             | Nora inu                     |             |
| 1950   | Скандал                                    | Scandal                               | 醜聞               | Sukyandaru                   |             |
| 1950   | Рашомон                                    | Rashomon                              | 羅生門             | Rashōmon                     |             |
| 1951   | Идиот                                      | The Idiot                             | 白痴               | Hakuchi                      |             |
| 1952   | Да се живее                                | To Live                               | 生きる             | Ikiru                        |             |
| 1954   | Седемте самураи                            | Seven Samurai                         | 七人の侍           | Shichinin no samurai         |             |
| 1955   | Хроника на един живот                      | I Live in Fear                        | 生きものの記録     | Ikimono no kiroku            |             |
| 1957   | Замъкът на паяците                         | Throne of Blood                       | 蜘蛛巣城           | Kumonosu-jō                  |             |
| 1957   | На дъното                                  | The Lower Depths                      | どん底             | Donzoko                      |             |
| 1958   | Трима негодници в скритата крепост         | The Hidden Fortress                   | 隠し砦の三悪人     | Kakushi toride no san akunin |             |
| 1960   | Да спиш добре като лошите хора             | The Bad Sleep Well                    | 悪い奴ほどよく眠る | Warui yatsu hodo yoku nemuru |             |
| 1961   | Телохранител                               | Yojimbo                               | 用心棒             | Yōjinbō                      |             |
| 1962   | Санджуро Цубаки                            | Sanjuro                               | 椿三十郎           | Tsubaki Sanjūrō              |             |
| 1963   | Рай и ад                                   | Heaven and Hell                       | 天国と地獄         | Tengoku to jigoku            |             |
| 1965   | Червената брада                            | Red Beard                             | 赤ひげ             | Akahige                      |             |
| 1970   | Додескаден                                 | Dodesukaden                           | どですかでん       | Dodesukaden                  |             |
| 1975   | Дерсу Узала                                | Dersu Uzala                           | デルス・ウザーラ   | Derusu Uzāra                 |             |
| 1980   | Кагемуша                                   | Kagemusha                             | 影武者             | Kagemusha                    |             |
| 1985   | Размирие                                   | Ran                                   | 乱                 | Ran                          |             |
| 1990   | Сънища                                     | Dreams                                | 夢                 | Yume                         |             |
| 1991   | Августовска рапсодия                       | Rhapsody in August                    | 八月の狂詩曲       | Hachigatsu no rapusodī       |             |
| 1993   | Още не                                     | Not Yet                               | まあだだよ         | Mādadayo                     |             |